# Trác Văn
Trác Văn là một xã thuộc thị xã Duy Tiên, tỉnh Hà Nam, Việt Nam.

## Địa lý
Xã Trác Văn có diện tích 9,84 km², dân số năm 1999 là 7.562 người, mật độ dân số đạt 768 người/km².

## Hành chính
Xã Trác Vân được chia thành 9 thôn: Bắc Hoà, Lạt Hà, Lệ Thủy, Nguyễn Xá, Tường Thụy 1, Tường Thụy 2, Tường Thụy 3, Tường Thụy 4, Văn Bút.
Danh sách đơn vị cấp thôn và mã hành chính như sau: 
| STT | Tên thôn     | Mã hành chính |
| 1   | Bắc Hòa      | 402328        |
| 2   | Lạt Hà       | 402322        |
| 3   | Lệ Thủy      | 402321        |
| 4   | Nguyễn Xá    | 402329        |
| 5   | Tường Thụy 1 | 402324        |
| 6   | Tường Thụy 2 | 402325        |
| 7   | Tường Thụy 3 | 402326        |
| 8   | Tường Thụy 4 | 402327        |
| 9   | Văn Bút      | 402323        |

## Kinh tế - xã hội

### Vùng chuyên canh nông nghiệp

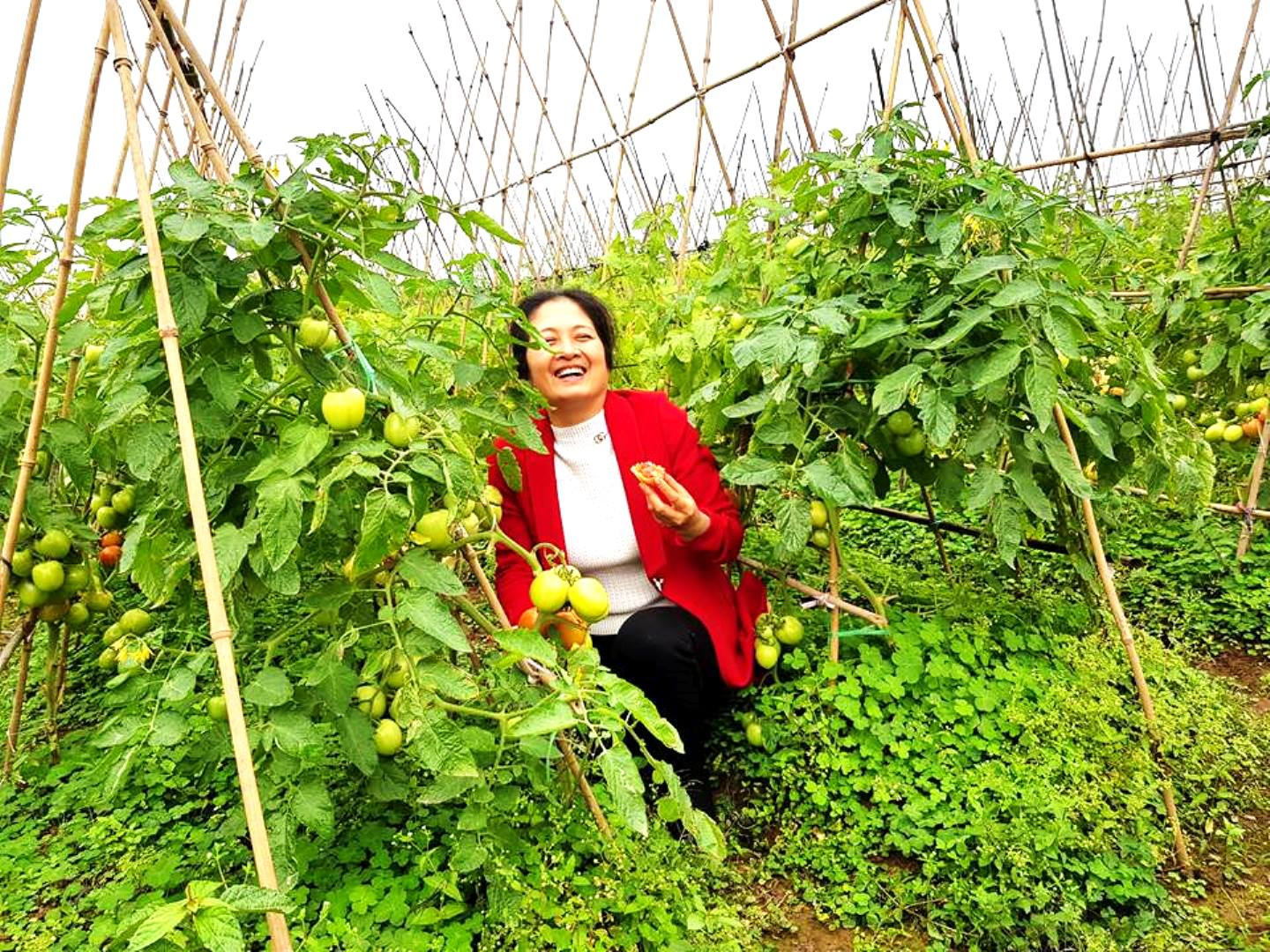
Một cánh đồng chuyên canh cà chua xuất khẩu tại thôn Lệ Thủy

Những năm gần đây, Trác Văn được biết đến là nơi trồng rau đảm bảo chất lượng và an toàn thực phẩm, đạt chứng nhận quốc gia.
Trác Văn nổi tiếng là nơi có phù sa màu mỡ, được bồi đắp từ các nhánh sông chính thuộc sông Hồng - con sông dài và lớn nhất khu vực phía Bắc của Việt Nam. Chính vì vậy, những năm gần đây Trác Văn được tỉnh Hà Nam quy hoạch thành các vùng chuyên canh rau sạch, cung cấp cho không chỉ thị trường trong tỉnh và đưa về tiêu thụ tại thủ đô Hà Nội. Ước tính, Mỗi tháng, từng tổ HTX có thể xuất ra thị trường 2,5 – 3 tấn rau hữu cơ các loại phục vụ cho nhiều tỉnh, thành và các siêu thị ở Hà Nội

## Văn hóa

### Bia Tường Lân
Bia Tường Lân (còn có tên bia Xóm Dinh; Hàng Dinh) thuộc Tường Thụy, xã Trác Văn được coi là cổ vật có giá trị lịch sử, minh chứng cho dấu tích (trên đất Hà Nam) về lỵ sở Trấn Sơn Nam - một trong tứ trấn bao quanh Hoàng thành Đông Kinh dưới thời triều đình phong kiến nhà hậu Lê.

### Danh nhân
Phạm Đãi Đán (1518-1590), là nho sĩ – quan chức thời Mạc. Quê xã Lôi Hà, huyện Nam Xương, nay là xã Trác Văn, huyện Duy Tiên. Đỗ Đệ Tam giáp đồng tiến sĩ xuất thân khoa Mậu Tuất niên hiệu Đại Chính 9 91538) đời Mạc Đăng Doanh, giữ chức Cấp sự trung

### Mẹ Việt Nam anh hùng
Trác Văn là nơi có đóng góp nhiều chiến sĩ cách mạng trong hai cuộc kháng chiến chống thực dân Pháp và đế quốc Mỹ, vì vậy hiện nay trên địa bàn xã có nhiều Mẹ Việt Nam anh hùng được Nhà nước phụng dưỡng và tri ân.